# Puerto La Cruz
Puerto La Cruz es una ciudad venezolana, capital del municipio Sotillo en el estado Anzoátegui, en el área metropolitana de Barcelona, la Gran Barcelona. En 2023, Puerto La Cruz tenía una población de 380.855 habitantes aproximadamente.
Puerto La Cruz, Barcelona (capital del estado Anzoátegui), Lechería y Guanta, conforman la Gran Barcelona, el Área metropolitana más grande de la región oriental de Venezuela.

## Historia
Los terrenos de hoy de esta ciudad estuvieron poblados por indígenas Caribes, estos acabaron con las diferentes misiones que se habían establecido en la zona,  en el morro de Barcelona mandaba la Cacica Magdalena y en el Valle de Guantar, el Cacique Guanta.
En 1570 el capitán Francisco Martínez Vegaso fundó en el sitio un poblado llamado El Salado debido a lo salinoso que era el terreno, el poblado fue atacado por el Cacique Píritu en 1590 y el pueblo fue refundado en 1594 como Puerto de la Santa Cruz, el poblado fue destruido en 1700 por la resistencia indígena de la zona. En 1780 un grupo de misioneros fundó en las faldas del Cerro Vidoño el poblado de la Misión de Pozuelos, este fue el primer registro histórico sobre la fundación de la ciudad y se ubicaba en los actuales terrenos de Pozuelos; Para 1862 un grupo de pescadores de la Isla de Margarita fundó en la costa un poblado en el cual se dedicaron a la siembra de diferentes rubros agrícolas como el Maíz y las Caraotas, el poblado fue absorbido por Pozuelos en 1863 y se declararon como Patronas a la Virgen del Amparo de Pozuelos y a la Santísima Cruz, con fecha de celebración el 3 de mayo, en 1868 un gran incendio destruyó el pueblo y con ayuda del Presidente Monagas logró reconstruirse en 1870, el pueblo se dividió en 2, una mitad continúo siendo el pueblo de Pozuelos (hacia la montaña) y hacia la costa fue rebautizado con el nombre de Puerto de la Santa Cruz, para 1873 fue declarada Parroquia y en 1900 se inauguró su primera iglesia, en honor a su patrona (Santa Cruz), en 1925 fue rebautizada como Puerto La Cruz y debido al crecimiento económico que la ciudad vivió a causa del boom petrolero en 1960 fue declarada capital del Distrito Sotillo, y Pozuelos pasó a ser una parroquia de este junto con Guanta. En 1989 se declaró Municipio y en 1991 le concedió la autonomía a Guanta. A raíz del crecimiento económico la ciudad aumentó su población en un 50% y miles de inmigrantes (en su mayoría europeos y asiáticos) llegaron a la ciudad y muchos de ellos establecieron sus comercios. Además esta ciudad aloja una de las más importantes refinerías de petróleo del país, sede de numerosos edificios de PDVSA, la cual con sus 200.000 barriles por día, abastece el mercado interno y exporta a los países caribeños, como Cuba y Las Antillas. La refinería Puerto La Cruz es uno de los centros de almacenamiento, procesamiento y exportación de crudo más importantes de Petróleos de Venezuela,S.A. (PDVSA) e integra un circuito de manufactura de hidrocarburos extraídos en los campos petroleros de los estados Monagas y Anzoátegui.
Puerto La Cruz es el punto final del oleoducto Carapito-Puerto La Cruz y del gasoducto Anaco-Puerto La Cruz.
Cerca de la ciudad existen varios atractivos turísticos y una importante infraestructura hotelera. Cuenta con numerosos hoteles cinco estrellas. Las playas que se encuentran en las afueras de la ciudad, tales como Isla de Plata, Conoma y Arapito, siendo puerta de entrada al parque nacional Mochima. Desde su terminal marítimo, parten barcos de tres empresas navieras (Conferry, Navibus y Naviarca) que unen a la isla de Margarita con el continente, y también existen dos muelles en el Paseo Colón desde donde se pueden alquilar botes para navegar hacia las islas cercanas, entre ellas, Islas Chimanas, Isla de Plata, Cachicamo e Islas Borrachas.

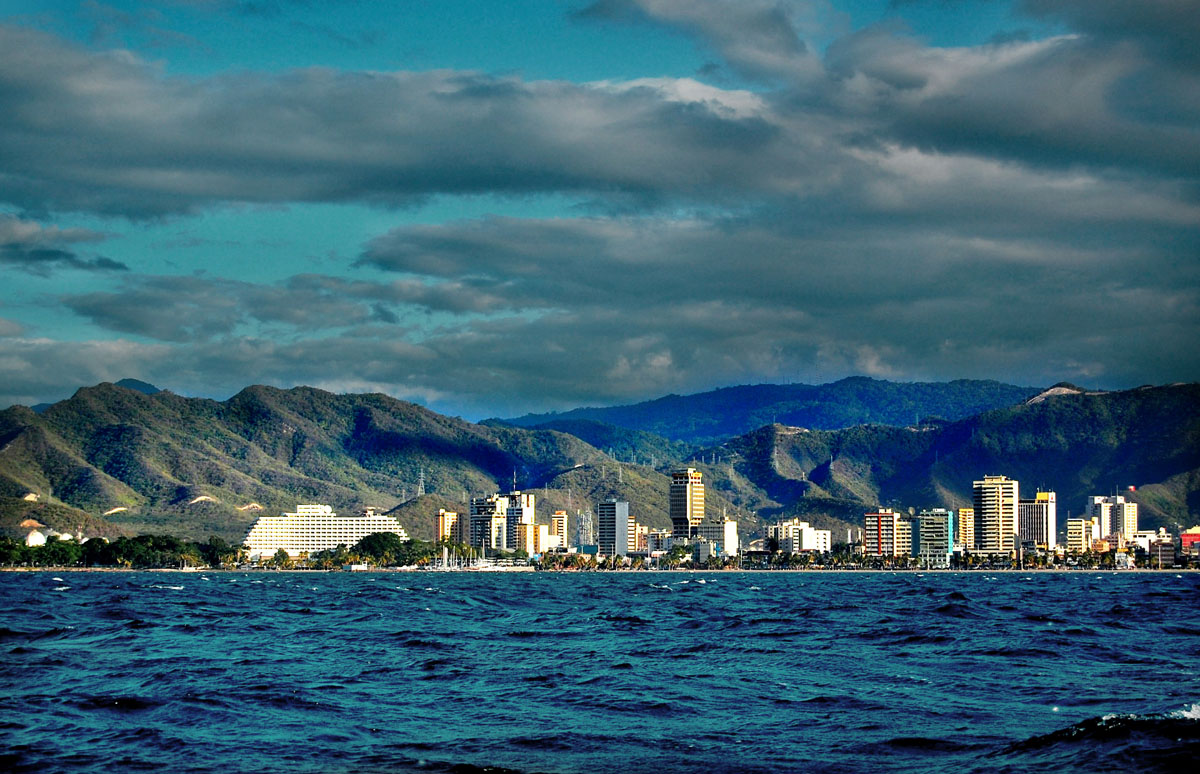
Vista de Puerto La Cruz

Sin embargo, se han instalado diferentes empresas del ramo de alimentos y bebidas, materiales para la construcción, metalmecánica, derivados del petróleo y agroindustria y por otro lado se han desarrollado actividades financieras de alta demanda.
En Puerto La Cruz se desarrollan actividades agrícolas como, la siembra de maíz, maní, algodón, caña, sorgo, café, cacao, cambur, raíces y tubérculos. La alta producción de aves en otras zonas del Estado y la actividad pesquera en la costa, colaboran al crecimiento urbano.

## Geografía

### Ubicación
La ciudad está localizada al extremo noroeste de la cordillera central, y el extremo noreste de Venezuela.  
Políticamente, Puerto La Cruz se encuentra al norte de Estado Anzoategui. Limita al norte con el Mar Caribe, al sur con Barcelona, al oeste con Lechería y Barcelona, al este con Guanta. Puerto La Cruz es la segunda ciudad más poblada del estado Anzoátegui.
| Noroeste: Lechería        | Norte: Mar Caribe | Noreste: Guanta    |
| Oeste: Lechería Barcelona |                   | Este: Guanta       |
| Suroeste: Barcelona       | Sur: Barcelona    | Sureste: Barcelona |

### Clima

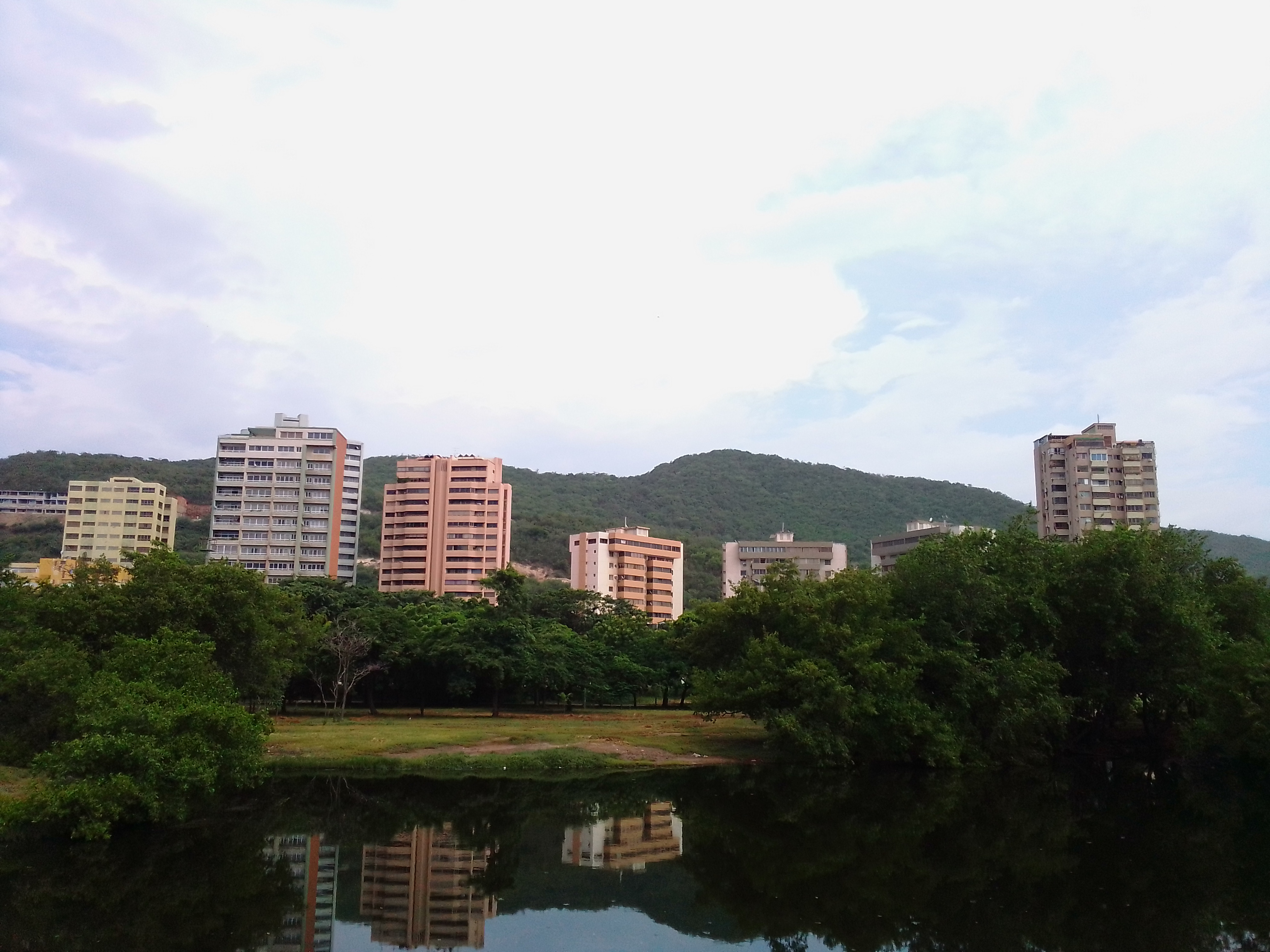
Laguna del Parque Andrés Eloy Blanco

El clima de Puerto La Cruz es de tipo tropical seco o xeromegaterno tropical, es decir, correspondiente a una vegetación propia de la sequedad y bajo altas temperaturas. Conforme a la clasificación climática de Köppen, le corresponde un clima tropical de sabana. 
El régimen de precipitación de Puerto La Cruz se rige por dos periodos: uno seco, de diciembre a abril, y otro lluvioso que abarca de abril a principios de diciembre. En abril o mayo empiezan las lluvias de "primera". Hacia fines de junio, gran parte de julio y a veces en agosto. La altitud de la ciudad es de 38 m s. n. m. La ciudad se ubica en una latitud de 10° 13' N. 
| Parámetros climáticos promedio de Puerto La Cruz, Venezuela | Parámetros climáticos promedio de Puerto La Cruz, Venezuela | Parámetros climáticos promedio de Puerto La Cruz, Venezuela | Parámetros climáticos promedio de Puerto La Cruz, Venezuela | Parámetros climáticos promedio de Puerto La Cruz, Venezuela | Parámetros climáticos promedio de Puerto La Cruz, Venezuela | Parámetros climáticos promedio de Puerto La Cruz, Venezuela | Parámetros climáticos promedio de Puerto La Cruz, Venezuela | Parámetros climáticos promedio de Puerto La Cruz, Venezuela | Parámetros climáticos promedio de Puerto La Cruz, Venezuela | Parámetros climáticos promedio de Puerto La Cruz, Venezuela | Parámetros climáticos promedio de Puerto La Cruz, Venezuela | Parámetros climáticos promedio de Puerto La Cruz, Venezuela | Parámetros climáticos promedio de Puerto La Cruz, Venezuela |
| Mes                                                         | Ene.                                                        | Feb.                                                        | Mar.                                                        | Abr.                                                        | May.                                                        | Jun.                                                        | Jul.                                                        | Ago.                                                        | Sep.                                                        | Oct.                                                        | Nov.                                                        | Dic.                                                        | Anual                                                       |
| ----------------------------------------------------------- | ----------------------------------------------------------- | ----------------------------------------------------------- | ----------------------------------------------------------- | ----------------------------------------------------------- | ----------------------------------------------------------- | ----------------------------------------------------------- | ----------------------------------------------------------- | ----------------------------------------------------------- | ----------------------------------------------------------- | ----------------------------------------------------------- | ----------------------------------------------------------- | ----------------------------------------------------------- | ----------------------------------------------------------- |
| Temp. máx. abs. (°C)                                        | 35                                                          | 34                                                          | 35                                                          | 35                                                          | 36                                                          | 35                                                          | 35                                                          | 36                                                          | 34                                                          | 36                                                          | 34                                                          | 33                                                          | 36                                                          |
| Temp. máx. media (°C)                                       | 31                                                          | 31                                                          | 30                                                          | 30                                                          | 33                                                          | 34                                                          | 33                                                          | 32                                                          | 32                                                          | 31                                                          | 32                                                          | 30                                                          | 34                                                          |
| Temp. media (°C)                                            | 27                                                          | 27                                                          | 25                                                          | 24                                                          | 27                                                          | 25                                                          | 27                                                          | 26                                                          | 25                                                          | 28                                                          | 25                                                          | 24                                                          | 25.8                                                        |
| Temp. mín. media (°C)                                       | 19                                                          | 20                                                          | 20                                                          | 21                                                          | 22                                                          | 23                                                          | 22                                                          | 27                                                          | 23                                                          | 21                                                          | 20                                                          | 18                                                          | 20                                                          |
| Temp. mín. abs. (°C)                                        | 18                                                          | 19                                                          | 18                                                          | 17                                                          | 19                                                          | 18                                                          | 18                                                          | 17                                                          | 17                                                          | 17                                                          | 17                                                          | 16                                                          | '                                                           |
| Precipitación total (mm)                                    | 7.6                                                         | 2.5                                                         | 2.5                                                         | 7.6                                                         | 48.3                                                        | 104.1                                                       | 119.4                                                       | 121.9                                                       | 83.8                                                        | 58.4                                                        | 43.2                                                        | 22.9                                                        | 622.3                                                       |
| Fuente: The Weather Channel Interactive, Inc. marzo de 2015 |                                                             |                                                             |                                                             |                                                             |                                                             |                                                             |                                                             |                                                             |                                                             |                                                             |                                                             |                                                             |                                                             |

## Transporte

### Vías arteria

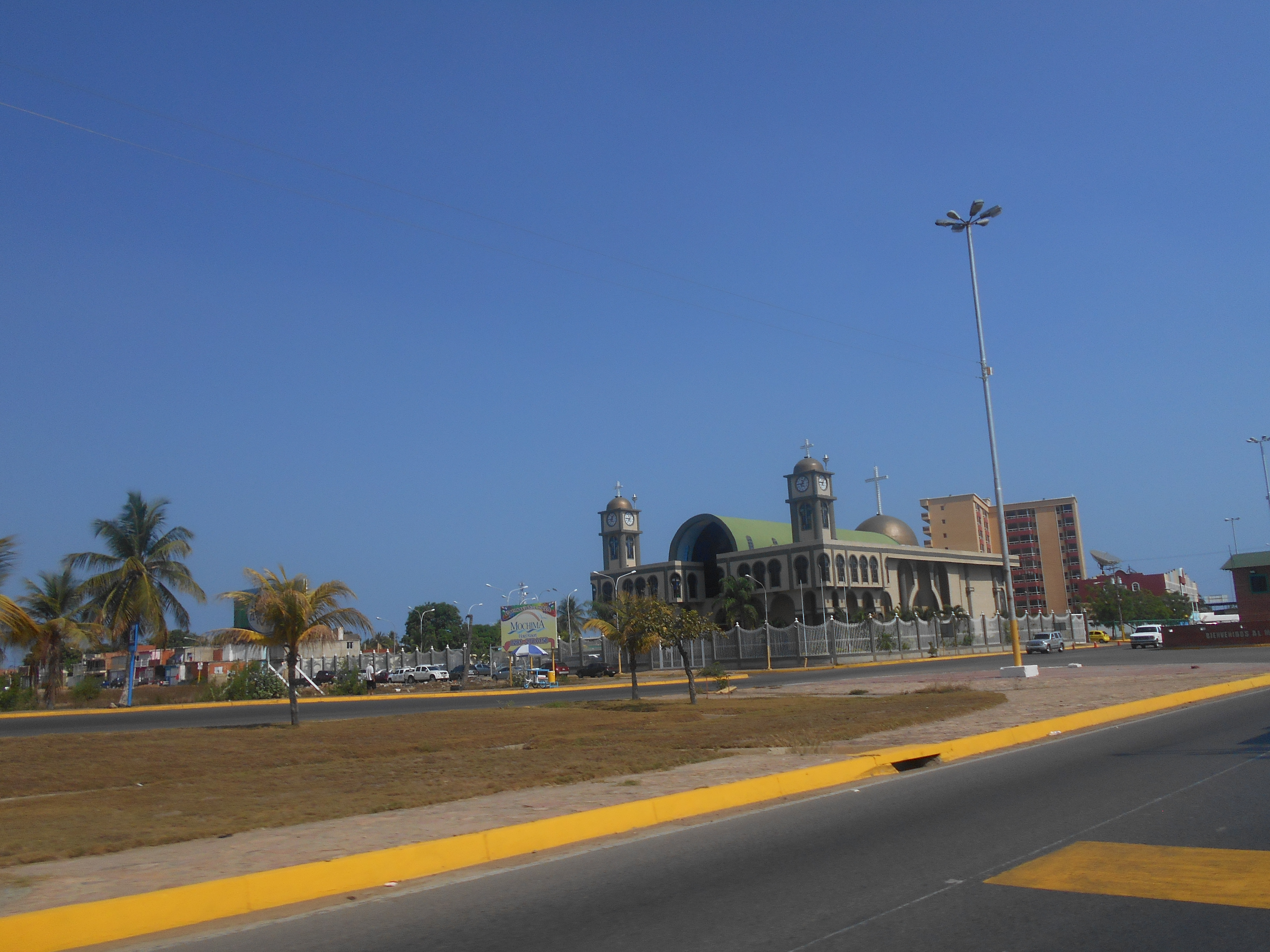
Avenida de Puerto La Cruz.

Cuenta con avenidas que la cruzan de norte a sur y de este a oeste. Entre ellas están:
- Avenida Municipal (antigua carretera negra): la cual es la principal avenida de la ciudad de 2 canales principales, 1 de servicio, 1 canal de funcionamiento para el BTR Cacique Cayaurima en cada sentido y fue la primera en ser pavimentada.

- Avenida 5 de Julio: es la avenida con mayor número de comercios, la mayoría de las tiendas son de emigrantes árabes y chinos establecidos en la ciudad.

- Avenida Paseo de la Cruz y el Mar: esta avenida, conocida anteriormente como Paseo Colón,[4] bordea casi toda la Bahía de Pozuelos. Cuenta con un bulevar en donde se encuentra situado el símbolo de la ciudad de Puerto La Cruz; la cruz, así como también la estatua de un pirata que identifica de manera resaltante al lugar. Esta avenida cuenta con una prolongación que se inicia en el Sector El Espigón (frente del Hotel Rasil), pasa por el Sector El Paraíso y continúa por la Av. Daniel Camejo Octavio de Lechería.  En esta avenida es donde se ubica el terminal de los barcos transbordadores (ferry) con destino hacia la isla de Margarita.

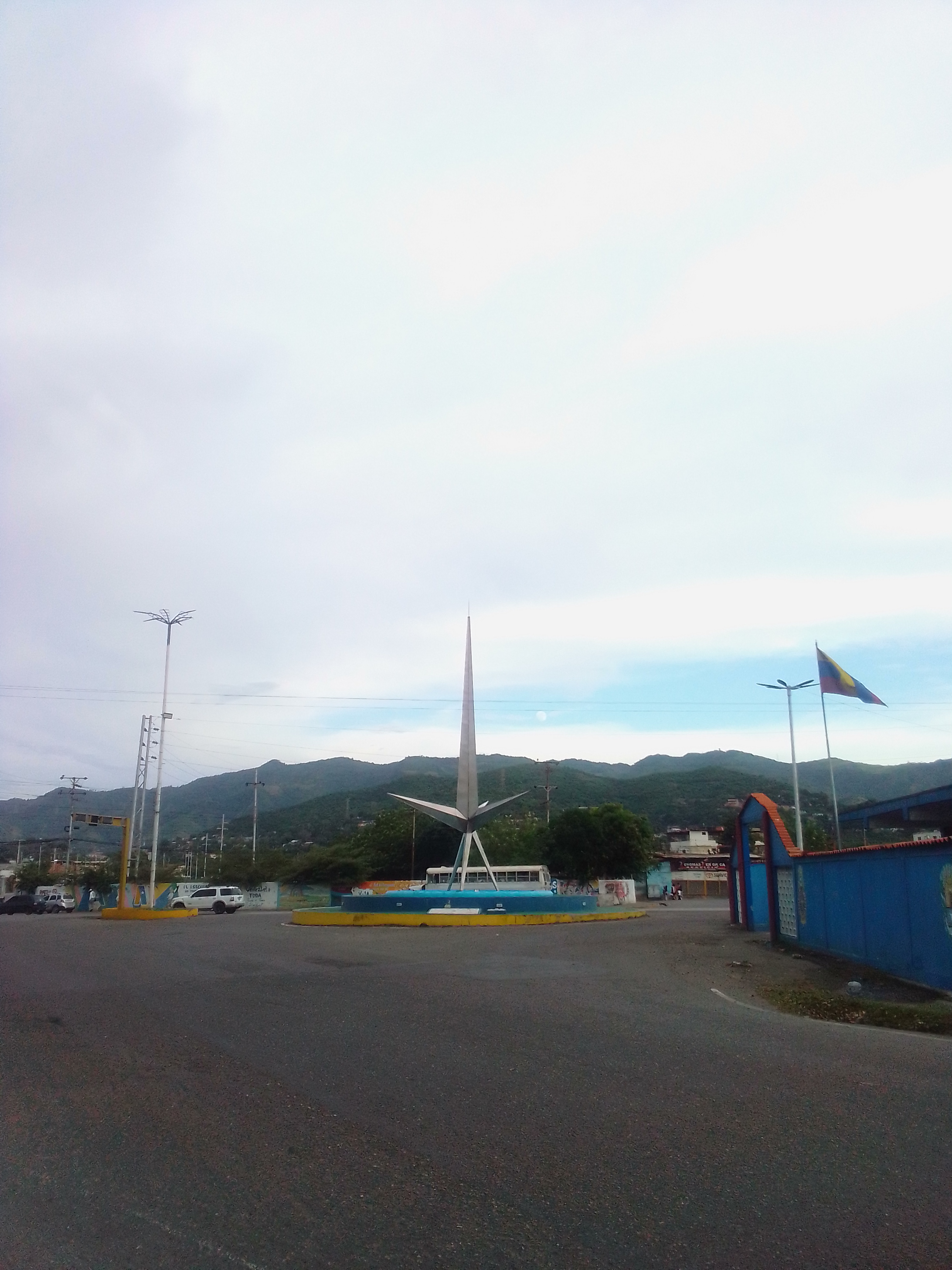
Escultura Heptaedro del cielo de Dimitrios Demu en la Avenida Municipal

- Escultura Heptaedro del cielo de Dimitrios Demu en la Avenida MunicipalAvenida Bolívar: (antigua carretera blanca) en esta se encuentra variedades de comercios dedicados a la venta de repuestos automovilísticos, así como también concesionarios. Conecta al Paseo Miranda con la Av. Intercomunal Jorge Rodríguez, dicha avenida ayuda en gran medida a los transportes terceros

- Avenida Stadium: Esta avenida es una de las más transitadas de la ciudad, 10 000 vehículos transitan por la avenida diariamente. Esta avenida también se conoce por ser la segunda avenida más ancha de la ciudad, alberga al Estadio Alfonso Chico Carrasquel, sede del equipo de béisbol Caribes de Anzoátegui, la avenida conecta a la redoma de las Banderas con el elevado.

### Aéreo, Marítimo y fluvial

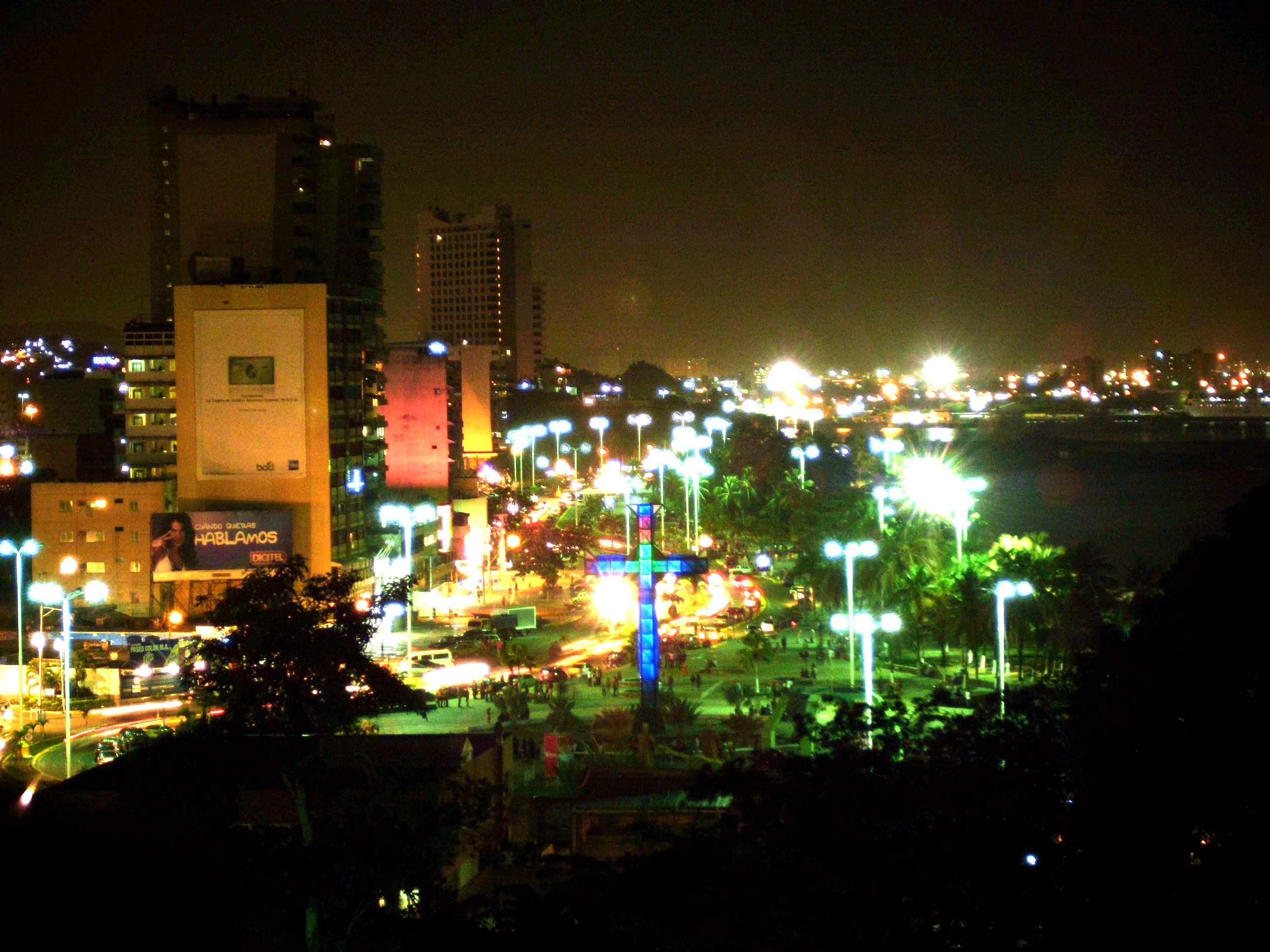
Paseo de la Cruz y El Mar

Puerto La Cruz cuenta con varios puertos de transporte marítimo desde los cuales pueden ser alcanzados muchos destinos de interés turístico y comercial, como la Isla de Margarita mediante el servicio de transporte manejado por las compañías Conferry (Consolidada de Ferrys C.A.), Navibus (Inversiones Naviera del Caribe C.A.) y Gran Cacique II C.A. (NAVIARCA), así como las playas ubicadas en las islas del parque nacional Mochima, las cuales pueden ser igualmente alcanzadas desde los muelles del Paseo Colón y el embarcadero La Baritina de Guanta.
También cuenta con un puerto petrolero para la exportación del crudo, ubicado en el sector de Guaraguao, el cual es procesado en la refinería de la ciudad.
Puerto La Cruz no cuenta con aeropuerto propio, sin embargo al estar unida a la Ciudad de Barcelona forma parte del área metropolitana de la zona norte del estado Anzoátegui, sirviéndose así de su Aeropuerto Internacional General José Antonio Anzoátegui para el transporte aéreo.

### Terminales terrestres
El principal terminal de pasajeros terrestre está ubicado entre las calles Concordia y Juncal en el casco central de la ciudad. También se tiene el terminal privado de Aeroexpresos Ejecutivos, justo dentro del antiguo terminal de Conferry.

## Educación
La educación en la ciudad es regulada por el Ministerio de Educación, dependencia de la Alcaldía de Sotillo. La ciudad ofrece el sistema educativo nacional gratuito en sus niveles de primaria y secundaria. A nivel superior, Puerto La Cruz se distingue por ser uno de los principales centros universitarios regional de la Costa Caribe; también se puede acceder a formación técnica y tecnológica. 

### Universitaria
En Puerto La Cruz, las universidades ofrecen niveles educativos de pregrado y de postgrado (especializaciones, maestrías y doctorados). También realizan extensión (labores de apoyo a la comunidad) e investigación en ciencia y tecnología. Las principales universidades son:
Universidades
|  | Universidad                                                 | Inicio | Principal o Extensión | Abreviado | Tipo de Propiedad | Página Web                                             | Propietario                 |
|  | ----------------------------------------------------------- | ------ | --------------------- | --------- | ----------------- | ------------------------------------------------------ | --------------------------- |
|  | Universidad de Oriente Núcleo de Anzoátegui                 | 1960   | Principal             | UDO       | Público           |                                                        | Gobierno Nacional           |
|  | Universidad Nacional Abierta                                | 1977   | Extensión             | UNA       | Público           | www.una.edu.ve                                         | Gobierno Nacional           |
|  | Universidad Politécnica Territorial José Antonio Anzoátegui | 1978   | Extensión             | UPTJAA    | Público           |                                                        | Gobierno Nacional           |
|  | Universidad Metropolitana                                   | 1970   | Extensión             | Unimet    | Privado           |                                                        | Benjamín Sharifker Podolski |
|  | Universidad Gran Mariscal de Ayacucho                       | 1987   | Principal             | UGMA      | Privado           | Archivado el 19 de octubre de 2018 en Wayback Machine. | Edgar Ortiz                 |
|  | Universidad Santa María                                     | 1994   | Extensión             | USM       | Privado           | www.usm.edu.ve                                         | José Ceballos               |
|  | Universidad Nacional Experimental de las Artes              | 2008   | Principal             | UNEARTE   | Público           |                                                        | Gobierno Nacional           |

### Institutos tecnológicos
La ciudad cuenta también con instituciones de enseñanza técnica privadas de elevado nivel académico;
- Instituto Universitario de Tecnología de Administración Industrial (IUTA).
- Instituto Universitario Politécnico Santiago Mariño (IUPSM).
- Instituto Universitario de Tecnología Industrial Rodolfo Loero Arismendi (IUTIRLA).

## Economía

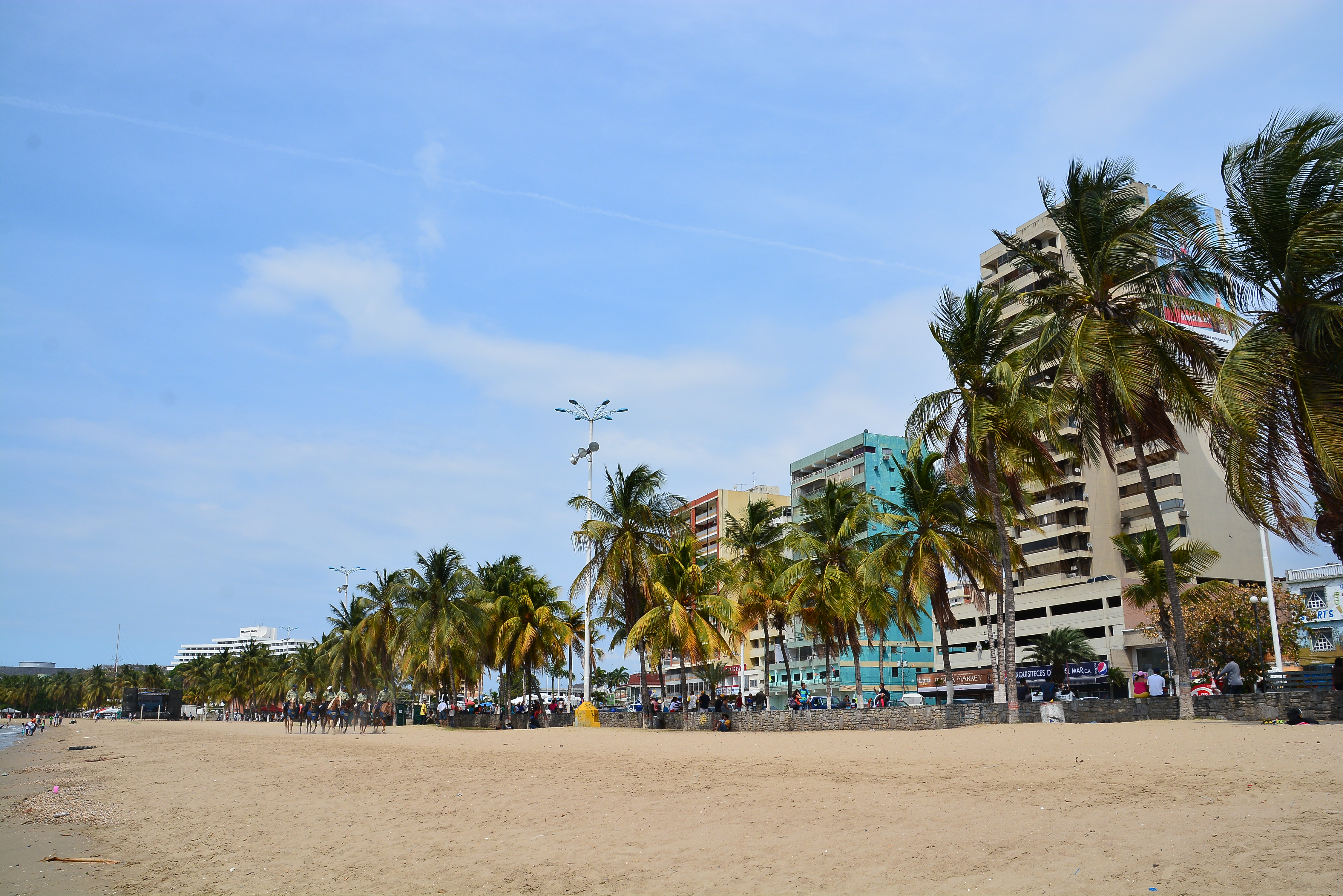
Playa Paseo Colón Puerto La Cruz Venezuela

La ciudad se encuentra en una de las principales región turística de Venezuela. Puerto La Cruz es un activo centro industrial y comercial, la actividad económica es dinámica y se concentra principalmente en la industria, el comercio, las finanzas, los servicios y la pesca. Entre los productos industriales, se producen grasas vegetales y aceites, productos farmacéuticos, químicos, calzado, carrocerías para buses, productos lácteos, embutidos, bebidas, jabones, materiales para la construcción, muebles, plásticos, cemento, partes metalmecánicas, prendas de vestir y embarcaciones, entre otros.
Los terminales marítimos y fluviales son motores del desarrollo industrial y comercial de la Región Caribe.

### Turismo

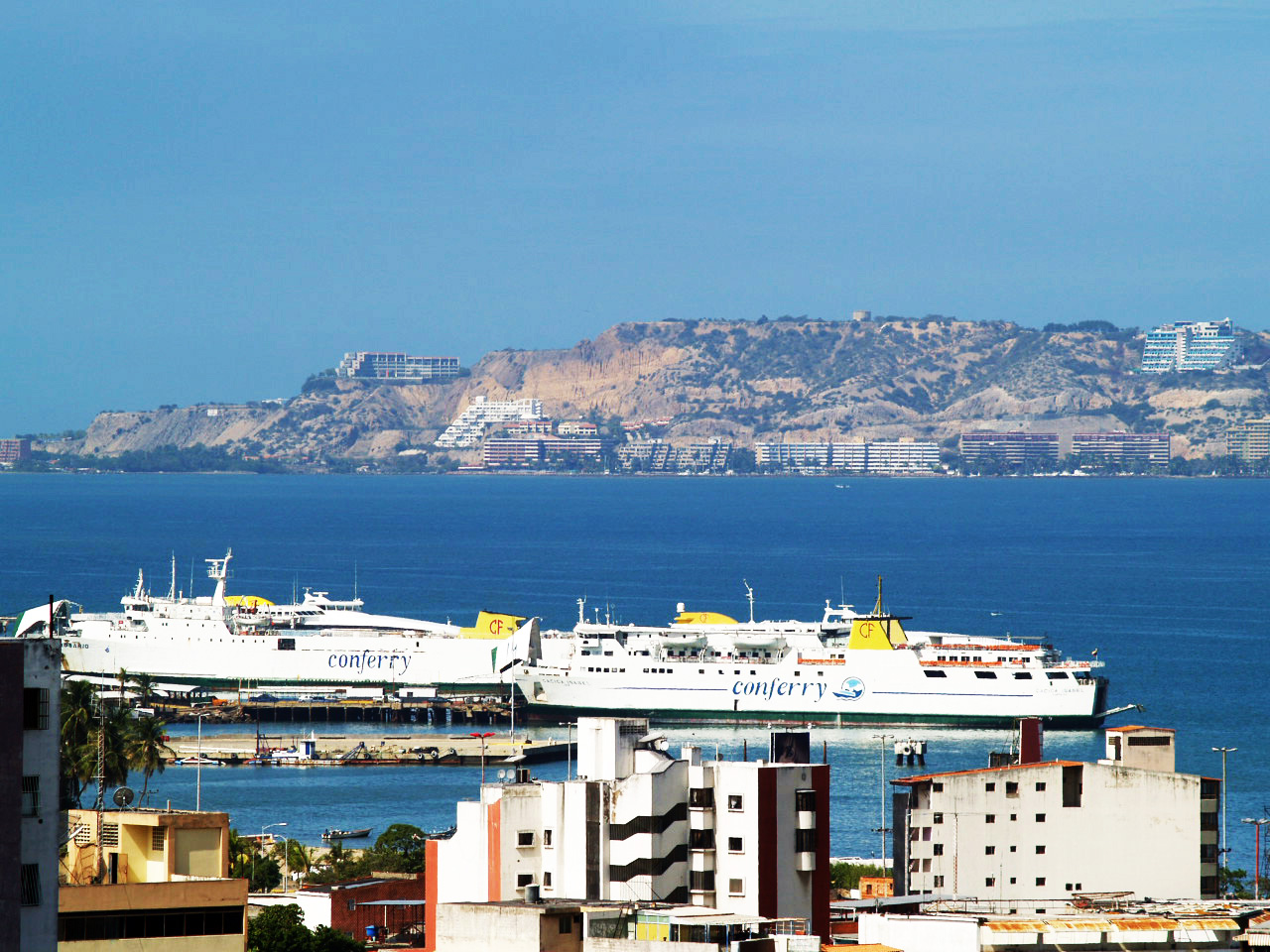
Vista de los ferris que van hacia la isla de Margarita

En Puerto La Cruz se desarrolla durante todo el año un activo turismo empresarial y comercial y, especialmente durante las épocas de carnavales y de fin de año, recibe una gran afluencia de visitantes. En materia hotelera, la ciudad posee una adecuada infraestructura enfocada principalmente al mercado ejecutivo y a la época de carnavales. Se pueden encontrar desde posadas y residencias hasta hoteles 5 estrellas de reconocidas cadenas nacionales e internacionales. Los mejores hoteles se encuentran en el norte de la ciudad, cerca de importantes zonas empresariales y centros comerciales, los cuales ofrecen todo tipo de facilidades para la realización de eventos, convenciones, congresos, entre otros.
Sirve como punto de enlace de pasajeros en tránsito que se trasladan a la  isla de Margarita a través de los ferries y viceversa.

## Deporte

### Béisbol
La ciudad es la sede del equipo Caribes de Anzoátegui (antes Caribes de Oriente) los cuales juegan en el Estadio Alfonso Chico Carrasquel que cuenta con una capacidad para 18 000 espectadores.
En los años 1994 y 1998 el Estadio Alfonso Chico Carrasquel de Puerto La Cruz organizó la Serie del Caribe.
Entre 1955 y 1963 sirvió de sede al equipo Navegantes del Magallanes bajo los nombres de Indios de Oriente y Estrellas Orientales.

### Fútbol
La ciudad cuenta con el estadio José Antonio Anzoátegui con capacidad para 40 000 aficionados y es sede del Deportivo Anzoátegui, este recinto fue sede de la Copa América 2007 y el Estadio Salvador de la Plaza con capacidad para 5000 aficionados, este estadio que se utiliza para los entrenamientos del Deportivo Anzoátegui y también de la Selección Vinotinto.

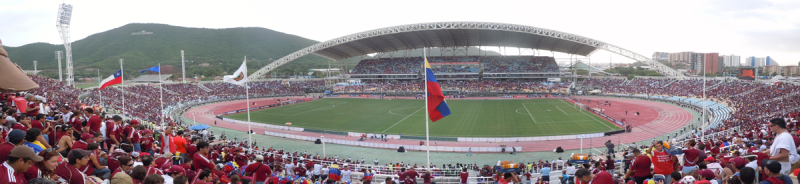
Estadio José Antonio Anzoátegui.

#### Clubes deportivos
- Béisbol: Caribes de Anzoátegui.
- Baloncesto: Marinos de Anzoátegui.
- Fútbol: Deportivo Anzoátegui, SC Real Anzoátegui y Petroleros de Anzoátegui
- Fútbol Femenino: Comunidad Cristiana FC

## Medios de comunicación
La ciudad posee una adecuada infraestructura de telecomunicaciones. 

### Telefonía
En la ciudad están disponibles servicios de telefonía pública - privada fija local, nacional e internacional, prestados por las compañías CANTV, Movilnet, Movistar Venezuela y Digitel las cuales ofrecen también servicios de Internet de banda ancha y canales dedicados empresariales. 
El código de acceso a la telefonía fija es el 0281.
En materia de telefonía celular,  Puerto La Cruz tiene a su disposición servicios como GSM, 3.5G y PCS, prestados por los operadores Movistar, Movilnet, y Digitel. Hasta 2006 operaba una empresa llamada Digicel (código de acceso 0417), la cual fue adquirida y absorbida por Digitel.
| Telefónica | Inicio | Código    | Señal | Tipo de Propiedad | Página Web         | Propietario       |
| ---------- | ------ | --------- | ----- | ----------------- | ------------------ | ----------------- |
| Movistar   | 1991   | 414 o 424 | 4G    | Privado           | Movistar Venezuela | Telefónica        |
| Movilnet   | 1992   | 416 o 426 | 4G    | Público           | Movilnet           | Gobierno Nacional |
| Digitel    | 2006   | 412       | 4G    | Privado           | www.digitel.com.ve | Telvenco, S.A.    |

### Televisoras
| Estaciones de TV      | Inicio | Ciudad         | Frecuencia  | Temática    | Tipo de Propiedad | Página Web | Propietario           |
| --------------------- | ------ | -------------- | ----------- | ----------- | ----------------- | ---------- | --------------------- |
| Televisora de Oriente | 1992   | Puerto La Cruz | Canal 5 VHF | Variedades  | Privado           | TVO        | Grupo Trust Mediático |
| TV Puerto             | 2003   | Puerto La Cruz |             | Comunitaria | Público           |            | Gobierno Nacional     |
| Telecaribe            | 1989   | Lechería       | Canal 9 VHF | Variedades  | Privado           |            | Arturo Sarmiento      |

### Publicaciones Periódicas
- El Tiempo: Principal diario del Estado Anzoátegui. Posee dos ediciones para Anzoátegui (Zona Norte y Centro-Sur) y otra para el Estado Sucre.

## Alcaldes electos
| Período     | Alcalde           | Partido/Alianza    | Notas                                              |  |
| ----------- | ----------------- | ------------------ | -------------------------------------------------- |  |
| 1989 - 1992 | Idalba de Almeida | Acción Democrática | Primera alcaldesa electa bajo elecciones directas. |  |
| 1992 - 1995 | José León Brito   | Copei              | Segundo alcalde electo bajo elecciones directas.   |  |
| 1995 - 1998 | José León Brito   | Copei              | Es reelecto.                                       |  |
| 2000 - 2004 | Nelson Moreno     | MVR                | Tercer alcalde electo bajo elecciones directas.    |  |
| 2004 - 2008 | Nelson Moreno     | MVR                | Es reelecto.                                       |  |
| 2008 - 2012 | Stalin Fuentes    | PSUV               | Cuarto alcalde electo bajo elecciones directas.    |  |
| 2013 - 2017 | Magglio Ordoñez   | PSUV               | Quinto alcalde electo bajo elecciones directas.    |  |
| 2017 - 2021 | Herminia García   | PSUV               | Sexta alcaldesa electa bajo elecciones directas.   |  |
| 2021 - 2023 | Nelson Moreno     | PSUV               | Septimo alcalde electo bajo elecciones directas.   |  |

## Ciudades hermanadas
- Barcelona, Venezuela.
- Lechería, Venezuela.
- Guanta, Venezuela.